# Discografia di Redman
Questa è la discografia del rapper Redman.

## Album

### Album solista
| Anno | Titolo                                                                                  | Posizione in classifica | Posizione in classifica | Posizione in classifica | Certificazioni           |
| Anno | Titolo                                                                                  | U.S. 200                | U.S. R&B                | CAN                     | Certificazioni           |
| ---- | --------------------------------------------------------------------------------------- | ----------------------- | ----------------------- | ----------------------- | ------------------------ |
| 1992 | Whut? Thee Album - Data di pubblicazione: 22 settembre 1992 - Etichetta: Def Jam        | 49                      | 5                       | —                       | - US: Oro                |
| 1994 | Dare Iz a Darkside - Data di pubblicazione: 22 novembre 1994 - Etichetta: Def Jam       | 13                      | 1                       | —                       | - US Oro                 |
| 1996 | Muddy Waters - Data di pubblicazione: 10 dicembre 1996 - Etichetta: Def Jam             | 12                      | 1                       | —                       | - US: Oro                |
| 1998 | Doc's da Name 2000 - Released: 24 novembre 1998 - Label: Def Jam                        | 11                      | 1                       | 66                      | - US: Platino - CAN: Oro |
| 2001 | Malpractice - Data di pubblicazione: 22 maggio 2001 - Etichetta: Def Jam                | 4                       | 1                       | 18                      | - US: Oro                |
| 2007 | Red Gone Wild - Data di pubblicazione: 27 marzo 2007 - Etichetta: Def Jam               | 13                      | 4                       | —                       |                          |
| 2010 | Redman Presents... Reggie - Data di pubblicazione: 7 dicembre 2010 - Etichetta: Def Jam | 118                     | 22                      | —                       |                          |

### Album con Method Man
| Anno | Titolo                                                   | Posizione in classifica | Posizione in classifica | Certificazioni (sales thresholds) |
| Anno | Titolo                                                   | U.S. 200                | U.S. R&B                | Certificazioni (sales thresholds) |
| ---- | -------------------------------------------------------- | ----------------------- | ----------------------- | --------------------------------- |
| 1999 | Blackout! - Released: 28 settembre 1999 - Label: Def Jam | 3                       | 1                       | - US: Platino - CAN: Platino      |
| 2009 | Blackout! 2 - Released: 19 maggio 2009 - Label: Def Jam  | 7                       | 2                       |                                   |

### Mixtape
| Dettagli                                           |
| -------------------------------------------------- |
| Ill At Will Vol. 1 - Data di pubblicazione: 2004   |
| Ill At Will Vol. 2 - Data di pubblicazione: 2005   |
| Live from the Bricks - Data di pubblicazione: 2007 |
| Funk from Hell - Data di pubblicazione: 2009       |
| Red Rum - Data di pubblicazione: 2010              |
| Pancake Syrup - Data di pubblicazione: 2010        |

## Singoli
| Anno | Titolo                                               | Posizione in classifica | Posizione in classifica | Posizione in classifica | Album                                        |
| Anno | Titolo                                               | US Hot 100              | U.S. R&B                | US Rap                  | Album                                        |
| ---- | ---------------------------------------------------- | ----------------------- | ----------------------- | ----------------------- | -------------------------------------------- |
| 1992 | "Blow Your Mind"                                     | —                       | 42                      | 1                       | Whut? Thee Album                             |
| 1993 | "Time 4 Sum Aksion"                                  | —                       | 63                      | 1                       | Whut? Thee Album                             |
| 1993 | "Tonight's da Night"                                 | —                       | 78                      | 20                      | Whut? Thee Album                             |
| 1994 | "Rockafella"                                         | —                       | 62                      | 10                      | Dare Iz a Darkside                           |
| 1995 | "Can't Wait"                                         | 94                      | 61                      | 11                      | Dare Iz a Darkside                           |
| 1995 | "How High" (with Method Man)                         | 13                      | 10                      | 2                       | The Show (soundtrack)                        |
| 1995 | "Funkorama"                                          | 81                      | 51                      | 12                      | Insomnia: The Erick Sermon Compilation Album |
| 1996 | "It's Like That (My Big Brother)" (featuring K-Solo) | 95                      | 40                      | 11                      | Muddy Waters                                 |
| 1997 | "Whateva Man" (featuring Erick Sermon)               | 42                      | 18                      | 3                       | Muddy Waters                                 |
| 1997 | "Pick It Up"                                         | —                       | 69                      | —                       | Muddy Waters                                 |
| 1998 | "I'll Bee Dat"                                       | —                       | 50                      | 30                      | Doc's da Name 2000                           |
| 1999 | "Da Goodness" (featuring Busta Rhymes)               | —                       | 50                      | 9                       | Doc's da Name 2000                           |
| 1999 | "Let Da Monkey Out"                                  | —                       | 99                      | —                       | Doc's da Name 2000                           |
| 1999 | "Da Rockwilder" (with Method Man)                    | —                       | 51                      | 14                      | Blackout! & How High                         |
| 1999 | "Tear It Off" (with Method Man)                      | —                       | 52                      | 16                      | Blackout!                                    |
| 2000 | "Y.O.U." (with Method Man)                           | —                       | 69                      | 18                      | Blackout!                                    |
| 2001 | "Let's Get Dirty (I Can't Get in da Club)"           | 97                      | 46                      | 9                       | Malpractice                                  |
| 2001 | "Part II" (with Method Man and Toni Braxton)         | 72                      | 28                      | 5                       | How High                                     |
| 2001 | "Smash Sumthin'"                                     | —                       | 87                      | 24                      | Malpractice                                  |
| 2007 | "Put It Down"                                        | 102                     | —                       | —                       | Red Gone Wild                                |
| 2009 | "A-Yo" (with Method Man)                             | —                       | 113                     | —                       | Blackout! 2                                  |
| 2009 | "City Lights" (with Method Man; featuring Bun B)     | —                       | —                       | —                       | Blackout! 2                                  |
| 2009 | "Mrs. International" (with Method Man)               | —                       | —                       | —                       | Blackout! 2                                  |
| 2009 | "Coc Back" (featuring Ready Roc)                     | —                       | —                       | —                       | non-album single                             |
| 2010 | "Oh My"                                              | —                       | —                       | —                       | non-album single                             |
| 2010 | "Def Jammable"                                       | —                       | —                       | —                       | Reggie                                       |